# 片山健也
片山 健也（かたやま けんや、1953年3月16日 - ）は、日本の政治家。北海道ニセコ町長（4期）。

## 来歴
北海道ニセコ町出身。ニセコ町立ニセコ中学校、北海道立倶知安高等学校卒業。1975年（昭和50年）3月、東洋大学法学部卒業。同年4月、株式会社エーコープライン（現・全農物流）に就職。1978年（昭和53年）10月、退社。同年11月、ニセコ町役場に採用される。
2009年（平成21年）9月13日に行われたニセコ町長選挙に立候補し、前町議の高橋守を破り初当選を果たした。10月9日、町長就任。
2013年（平成25年）、2017年（平成29年）、2021年（令和3年）、いずれも無投票で当選した。現在4期目。